# ガウリイ＝ガブリエフ
ガウリイ＝ガブリエフは『スレイヤーズ』に登場する架空の人物である。声優は松本保典。
かつて魔獣ザナッファーを倒した「光の剣の勇者」の末裔で超一流の剣士。主人公・リナと同じく、本編の全巻に渡って登場する。
盗賊に絡まれたリナを助けたのがきっかけで、リナの保護者を自称し一緒に旅を続ける。

## 人物
身長182cmの長身長髪の剣士。外見は金髪碧眼の美形に属し、聞き込み捜査などでは突っ立っているだけで効果があるとされる程度に癒し系。リナ率いるパーティの中では、唯一魔法の使えない人物（ランツは除く）として描かれている。このため、光の剣を失うこととなった小説第一部終了時点より、純魔族への対抗手段を失っていたが、リナの協力により、伝説の魔力剣「斬妖剣（ブラスト・ソード）」を手に入れることとなった。
リナに負けず劣らずの大食いで、アニメではリナとガウリイの食事バトルがお約束となっている。
ある程度の酒量を超えるとその時点から記憶を飛ばすが、酔っぱらっても普段とまったく変わらないように見えるという特技もある。しかし、素面の人間の言葉を酔った相手にわざわざ呂律が回らない言葉で通訳するなど、どこか行動がおかしくなる。

## 実力
剣士としての技量は達人の域。魔法を操ることはできないが、それを補えるほどの剣技を使える凄腕の剣士。剣士として平均より上のリナでさえ離れて見てなんとか太刀筋が見えるというほどであり、リナとアメリアの二人がかりでも手も足も出なかった暗殺者ズーマとも互角に戦い、紙一重で勝利をおさめるほど。接近戦で互角に戦った戦士は何人かいるが本編劇中で彼以上の剣術の使い手とされたのはバルグモンのみである（ガウリイと切り結びながら会話する余裕を見せ、リナには離れて見ても太刀筋がわからなかった）。また、素手でもかなり強くアニメではバーサーカーを拳で倒したこともある。
「野生のケダモノなみに」勘が鋭いともされており、リナたちを驚かせる発言をすることも多々ある。リナにも感じとれない気配（存在感）を察知し、根拠もなくゼロスの正体を見破ってもいた。さらに視力も並外れて良く、竜族やエルフにも見えない遠くを見ることができる。
つぶてや足技などの小技を効かせたり、リナの操る魔術と連携させるなどといった戦闘時の行動は、どちらかといえば戦術レベルでの頭脳派であり、彼がリナから天才剣士と目される一因である。
本編6巻以降、リナに請われ、彼女の剣術の師となっている。

## 性格
生真面目かつ実直で鷹揚な性格だが、とぼけたところもある。物事をごくシンプルに捉える癖があり、自分の利を第一に考えることをしない。度胸、度量ともに優れているが、男はこうするべきといった、やや古臭い観念を強く持つ、頑固な一面もある。
ピントのズレた場の空気を読まない発言によって他人を辟易させることが多く、リナの父親らしき人物から天然と称される。時折天然を装って冗談を言ったり他人をからかうといった、人の悪い一面もある。このピントのズレた発言はどの程度が天然でどの程度が意図的に発せられているのかは、不明とされている。彼のこの「ピントのズレた」発言は、TVシリーズでは「言葉遊び」的な発言へと意図的に改変されたため、「ものを知らない」＝「くらげ頭」のイメージが定着する原因となった。
原作上では、物事に拘らない、戦闘以外は万事に疎い人物として描写されており、五歳の子供でも知っている（リナ談）有名人である赤法師レゾや伝説の赤眼の魔王のことを知らない、先祖である光の剣の勇者の話を聞き流して知らずにいた、ゼルガディスの顔を忘れていた、ミルガズィアの名前をなかなか覚えない、傭兵活動に必須であるはずの社会動態を関知していないといった、エピソードもある。
記憶に疎く寒天並みの記憶力とリナに称されているが、髭を生やし外見の変わったランツを一目で見分ける、過去の敵味方の戦闘パターンを覚えるなど、意外な場面でその記憶力を発揮することもある。
また、その視力の良さと相まってか、観察力が常人よりも優れているらしく、物事を一番に発見することが多い。しかしながら総じて、物事に対し深く考えることをリナに一任し、放棄しているようである。
なお、元はそれほど頭は悪くないという設定だったが、読者に世界観を説明するため、リナに質問する場面を何度も挿入した結果、「魔法関連に疎い」という設定が変質し上記のような性格になったとも言われている。
基本的に鷹揚かつ大人な人物とされているが（原作者曰く知識的、精神的に子供）、ピーマンが嫌いでより分けて食べる、魚の内臓は食べられないといった、繊細かつ子供じみた一面もあり、うっかりピーマンを誤って口に入れてしまった時に起こった出来事のみ、断片的に記憶していた、などというエピソードもある。保護者と称しつつも、常時はリナの方が主導権を握っているように（本人曰く主導権を握られているのではなく自分で考えて動いてないだけ）見えているが、時を応じて年上者らしい貫禄で、励ましたり叱ったりしているようである。
なお、本職は原作者から「天職」と太鼓判を押された傭兵なのだが、社会動態に全く関心がなかったことからリナに「完全に傭兵の自覚がない」とあきれられたことがある。

## 武器
第一部のラストで伝説の武器「光の剣」（正式名称：烈光の剣<ゴルン・ノヴァ>）を冥王に奪われ失ったため、第二部当初は物理攻撃が通じない高位魔族に対してはほとんど戦力になっていなかった。ソラリアで正体不明の魔力剣を手に入れ、覇王との戦いで伝説の武器であり異常なまでの切れ味をもつ「斬妖剣<ブラスト・ソード>」だと知る。
光の剣
「伝説の剣」の1つ。正式名称は「烈光の剣<ゴルン・ノヴァ>」で、異界の魔王・闇を撒くもの（ダーク・スター）の武器で分身、一部でもあり、誰かがリナたちの世界に引き込んで人間に使えるようにしたもの。伝説の剣の中でも知名度はトップクラスで、代々ガウリイの家に家宝として受け継がれてきた。
普段は金属の刃をつけており、本体部分は柄のみ。「光よ！」という言葉と共に発動、光を放出して光の刃が生まれ刀身となり、物質的な破壊力と相手の精神そのものを断ち切る、という性質を持つ。
人の意志力を剣の刃という形に具現化するもので、破壊力は使い手の意志力に比例する。使う種族によっては魔王さえ倒せるが、人間では下位魔族でさえ一撃では倒せるか倒せないか程度の威力しかだせない。ガウリイが使用する際はロングソード程度の刀身だが、精神力（魔力）の使用に長けたリナが使った場合はバスター・ソードほどの長さに伸びた。呪文を収束・増幅するため、攻撃呪文を上乗せして、魔力の刃を形成することができる。また、刀身をビームのように飛ばすことも可能。ただし、刃を飛ばした後は再構成するまでほんの僅かだが隙ができる。
冥王に捕まった際に奪われ異界へと返された。アニメでは捕まって洗脳された際に使わされていたが、その時には冥王によって性能が限界まで引き出されており、森林地帯を軽い一振りで薙ぎ払うほどの凄まじい威力を発揮していた。
アニメ『REVOLUTION』および『EVOLUTION-R』にはレプリカが登場したが、連続使用はできず、制限時間付きというものだった。
斬妖剣 （ブラスト・ソード）
「伝説の剣」の1つ。薄紫に輝く刀身を持つ。周囲の魔力を糧としそれを切れ味に転化する特性を持つ。その一撃は魔王竜（ディモス・ドラゴン）さえも切り裂くと言われる。実際、作中でも魔王の腹心クラスの攻撃を切り払い、有効打を与えられるほどの強度と打撃力を発揮している。
見境なしの切れ味のため、鞘に収めることさえできない。伝説の名剣というより、「切れ味だけが優先しまくった、ただのおマヌケアイテム」とリナに評されている。エルフのアライナにも「作った人ってアホなんですか？」と言われている。
本来は赤の竜神の武器の一つとされており、シャブラニグドゥですら魔力が豊富な環境で直撃を受ければただでは済まないと語っている。
その使えなさを何とかするため、誰かが刀身を硬度の高い鋼を巻いて切れ味を抑え、第二の刀身としていた。ソラリアでベルギスが持っていた魔力剣の1つで、しばらくの間、正体不明のそこそこの魔力剣として使われていたが、覇王に第2の刀身を砕かれ本来の姿に戻る。しかし、そのままでは危険で持ち運びもできないので、ミルガズィアが切れ味を鈍らせる紋様を描いて、切れ味を抑えている。しかし、アテッサでザナッファーに対抗するため、アライナに頼んで解呪してもらった。鞘に入れられないという欠点は鞘の内側の方に切れ味を鈍らせる紋を描くことで解決した。

## その他
本編第1巻でリナと出会う前に、リナの父らしき人物と出会っている（『すぺしゃる』第21巻収録の外伝）。本編第15巻の言動からして、実家はエルメキア帝国だと思われる。原作者によると光の剣の勇者は女性剣士で竜族の青年を連れていた。また、劇場版第1作ではラウデイ＝ガブリエフと名乗る、過去の時代の少年が「光の剣」を所有しており、その少年（リナとの遭遇時には老年）自身もそれを匂わせる発言をしているなど、彼の一族と推測される（ドラマCDでガウリイ自身が遠い祖先のランディ50回忌という記述がある）。また、原作者によると兄がいるらしい。
キャラクターの原型は作者が高校生の時に執筆した小説において主人公の敵として登場する「ガウリイ＝ガブリエル」であり、このことは作者が『スレイヤーズすぺしゃる』第8巻のあとがき219ページにて作者コメントとして記載がある。なお『スレイヤーズ』シリーズの原型となったこの小説は未発表作であり、現在まで一般発表されていない。